# Judo under sommer-OL 2016 – 52 kg (damer)
Kvindernes 52 kg judokonurrence under sommer-OL 2016 i Rio de Janeiro blev afholdt den 7. august 2016 på Carioca Arena 2.